# Linh Bảo Phái
Linh Bảo Phái (靈寶派) một Tông phái Đạo giáo Trung Quốc xưa, được hình thành và phát triển sau khi đạo Lão xuất hiện. Linh Bảo Phái (靈寶派) thì nói rằng giáo chủ Cát Sào Phủ (葛巢甫, cháu họ của Cát Hồng) đã có được bộ Linh Bảo Kinh (靈寶經) mà xưa kia Nguyên Thủy Thiên Tôn (元始天尊) đã truyền cho Cát Huyền (葛玄). Cũng theo thuyết này mà Cát Sào Phủ trở thành Tổ khai phái. Linh Bảo Phái cũng tôn Cát Huyền làm Tổ sư.
Linh Bảo Phái Tôn thờ ngôi vị Tam Thanh làm ngôi vị tối cao trong các bậc Thần, Tiên, Thánh. Tam Thanh gồm Ngọc Thanh - Nguyên Thủy Thiên Tôn, Thượng Thanh - Linh Bảo Thiên Tôn, Thái Thanh - Đạo Đức Thiên Tôn tức Thái Thượng Lão Quân và Lão Tử được cho rằng là giáng thân của Ngài nhằm để mở Đạo và truyền đạo chính thống, mở ra con đường hình thành và phát triển của Đạo giáo.

## Lịch sử
Vốn dĩ Ngọc Hoàng Thượng đế trước kia giữ ngôi vị Thượng Thanh nhưng sau thời Đường thì xuất hiện tôn hiệu Thái Thượng Đại Đạo Quân giữ ngôi vị Thượng Thanh, còn Ngọc Hoàng Thượng đế thì được đưa xuống giữ vị trí đứng đầu trong Tứ Ngự. Đến thời Tống thì đổi tôn hiệu Thái Thượng Đại Đạo Quân thành tôn hiệu Linh Bảo Thiên Tôn và tôn hiệu này trở thành tôn hiệu chính thức từ đó về sau. Từ đây ta có thể xác định rằng Linh Bảo Phái đã được hình thành từ  khoảng sau thời Đường đến thời Tống, do đã bị hoà nhập và không còn truyền nhân nên không thể xác định cụ thể về thời gian và địa điểm hình thành, chỉ có thể tích hợp thông tin từ những tông phái có liên quan là Thượng Thanh Phái và Ngũ Đấu Mễ Đạo, là hai tông phái có mối quan hệ mật thiết nhất với Linh Bảo Phái. Ngoài ra còn có thông tin cho rằng Thượng Thanh Phái và Linh Bảo Phái cùng xuất hiện vào thời Đông Tấn (317-420).